# Mara Čukleva
Mara Nikolova Čukleva, in bulgaro Мара Николова Чуклева? (Plovdiv, 14 ottobre 1896 – Italia, ...), è stata una cantante e attrice bulgara di voce mezzosoprano, considerata una delle pioniere dell'operetta in Bulgaria.

## Biografia
Di probabili origini russe, dal 1912 al 1915 studiò canto con Ivan Vulpe, contemporaneamente agli studi di recitazione. Canta nel coro dell'Opera Nazionale e recita in piccoli ruoli nel Teatro Nazionale Ivan Vasov. Insieme ad Angel Sladkarov, ha partecipato alla prima operetta messa in scena in Bulgaria, Il marchese Bonelli. Più tardi, insieme ad Asen Ruskov, Matthew Makedonski e altri, furono ingaggiati dal primo teatro d'operetta permanente della Bulgaria, il Teatro Libero, che la porta in Italia per specializzarsi nel canto e nella recitazione. A causa di grandi tensioni e stanchezze, inizia ad avere problemi di salute e, mentre si trova in cura a Sanremo, nel 1919 viene assunta dalla casa cinematografica italiana Vay Film recitando in ruoli di primo piano in diversi film storici. Dopo un soggiorno di due anni a Roma, viene ingaggiata dalla casa cinematografica tedesca Emelka e si reca a Berlino e a Monaco di Baviera, dove interpreta altri ruoli principali in alcuni film muti.
Nel 1923, Petar Stoychev, il direttore del Teatro Libero, la raggiunse in Germania per organizzare i suoi tour teatrali e si esibisce con grande successo nelle operette Madame Pompadour, La Bayadére, La rosa di Stambul, Manovre d'autunno (dove è Frosty), La regina di Chardasha (nel ruolo di Silva) e, con ruoli da protagonista, in La regina del cinema, La vedova allegra e Il conte di Lussemburgo. Nell'autunno del 1923 si recò in Francia, dove recitò nel film Maria Antonietta e interpretò con grande successo operette e ruoli drammatici in alcuni teatri come Femina sugli Champs-Élysées. Successivamente, è stata ingaggiata dal Teatro Shof Suri, fondato da Nikita Baliyev.
Con il teatro itinerante di Baliyev, tenne concerti a Parigi, Londra, Stati Uniti d'America (New York, Washington, Boston, Filadelfia, Detroit, St. Louis, Indianapolis, Los Angeles, San Francisco) e Canada (Toronto, Montreal, Vancouver). Stabilitasi a New York, ricevette incarichi per concerti e film da Maurice Gedd. Le sue esibizioni furono notate dalla stampa bulgara espatriata negli Stati Uniti. Nel 1925 venne ingaggiata dalla Metro Goldwyn Mayer e recitò a Hollywood per 14 anni, fino al 1939. Alcuni dei suoi film più famosi di questo periodo sono Resurrection, Desert Flower, The Caravan, Carmen e altri. La maggior parte dei suoi ruoli nel cinema statunitense, così come successivamente in quello italiano, non sono centrali. Tra i suoi film italiani di questo periodo, i più significativi sono La corona di ferro di Alessandro Blasetti, I pirati della Malesia di Enrico Guazzoni e Il mercante di schiave di Duilio Coletti.
Nel 1943 tornò in Bulgaria e tentò di rientrare come attrice di operetta, ma i due teatri allora esistenti non la ingaggiarono. Nel 1945 e nel 1946 tenne concerti a Sofia e provincia e alla Radio Bulgara. Successivamente, la sua salute è peggiorata e ha vissuto in condizioni di vita difficili. Nell'ottobre del 1948 ricevette dalle autorità il permesso di recarsi ad Hollywood e, intorno al 1959-1960 si trasferì in Italia, dove vent'anni più tardi ebbe un ruolo nel film di Federico Fellini La città delle donne.
Il suo archivio personale è conservato in un fondo dell'Archivio Centrale dello Stato e si compone di 30 unità archivistiche del periodo 1918-1994. Gran parte del suo archivio è andato distrutto durante i bombardamenti di Sofia nel 1943-1944. I documenti conservati sono stati consegnati all'Archivio (nel 1989 e nel 1993) dalla nipote Elena Čukleva.

## Filmografia parziale
- L'affresco di Pompei, regia di Edmond Épardaud (1920)
- La Sacra Bibbia, regia di Pier Antonio Gariazzo (1920)
- La fille Elisa, regia di Edmond Épardaud (1921)
- Nella morsa della colpa, regia di Aleksandr Uralsky (1921)
- Das schwarze Gesicht, regia di Franz Osten (1921)
- La corona di ferro, regia di Alessandro Blasetti (1941)
- I pirati della Malesia, regia di Enrico Guazzoni (1941)
- Il mercante di schiave, regia di Duilio Coletti (1942)
- La città delle donne, regia di Federico Fellini (1980)